# Pascha (gastronomia russa)
La pascha, nota anche come paskha  e pasha, è un dolce pasquale russo diffuso nei paesi ortodossi e in Finlandia.
Tale dolce viene preparato durante la settimana santa, al termine del digiuno della Grande Quaresima ortodossa. Durante le celebrazioni del sabato santo, viene portato nelle chiese per essere benedetto dopo la Veglia pasquale. Il nome del piatto deriva da "pascha", con cui si indica la pasqua ortodossa.

## Caratteristiche
La pascha è un piatto tradizionale pasquale a base di tvorog, ha la forma di una piramide tronca ed è guarnito con spezie, canditi, liquori oltre ad essere ricoperto da una glassa dolce. Il dessert al formaggio è decorato con simboli religiosi tradizionali, fra cui il motivo "Chi Ro" (una croce a tre barre) e le lettere "X" e "B": iniziali cirilliche di Христосъ Воскресе ("Cristo è risorto!"), ovvero il tradizionale augurio pasquale. Di solito la paskha viene accompagnata da pani dolci e ricchi come i paska e i kulič.
La pascha ha diversi significati simbolici: il suo colore bianco simboleggia infatti la purezza di Cristo, l'agnello pasquale e la gioia della risurrezione mentre la sua forma piramidale rappresenta la Chiesa e la tomba di Cristo.

## Preparazione

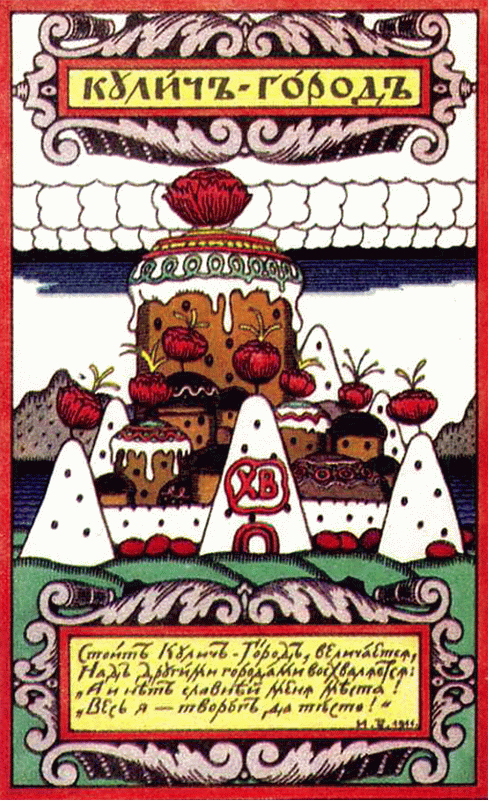
И. Билибин. "Кулич-город" (1911/1912) di Ivan Jakovlevič Bilibin

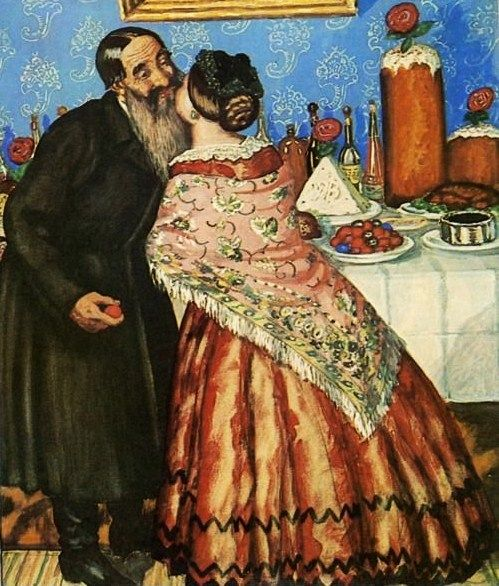
La mattina di Pasqua (1912) di Boris Kustodiev. Sullo sfondo si possono scorgere varie pietanze dolci fra cui una pascha.

Sebbene il suo ingrediente principale sia lo tvorog, il dessert può essere preparato usando altri ingredienti fra cui burro, uova, smetana, uva passa, mandorle, vaniglia, spezie e frutta candita.
La pascha può essere preparata tramite cottura o a freddo. Se viene cotta è preparata usando la crema di uova, a cui vengono successivamente aggiunti gli altri ingredienti mentre se non viene cotto è invece ottenuta dalla cagliata cruda e altri ingredienti miscelati a temperatura ambiente. Dal momento che la cagliata cruda non può essere conservata per un lungo periodo di tempo, questi tipi di pascha sono in genere preparati in dimensioni più ridotte.
Inizialmente, il tvorog viene pressato al fine di eliminare la massima quantità di liquido possibile, viene quindi fatto passare due volte al setaccio per ottenere una massa omogenea. Se la paskha è cotta, questa massa viene quindi riscaldata. La padella contenente la miscela viene successivamente posta in un contenitore di acqua fredda e progressivamente raffreddata. Successivamente, la miscela ottenuta viene inserita in un assemblaggio di stampi (in legno o plastica) chiamato pasočnica (in russo пасочница?) che viene a sua volta ricoperto da un telo. Lo stampo viene raffreddato (ma non congelato) per dodici ore in un luogo freddo. La pascha viene quindi estratta dallo stampo e la garza rimossa. Il piatto viene spesso servito con frutta candita, noci o fiori.